# Le colline dei morti
Le colline dei morti è un racconto scritto da R. E. Howard appartenente al ciclo di Solomon Kane.

## Storia editoriale
Il racconto fu pubblicato su Weird Tales nell'agosto del 1930 e fruttò a Howard 70 dollari. La versione pubblicata dalla Donald M. Grant, Publisher, Inc. all'interno del libro Red Shadows del 1968 è stata soggetta ad interventi da parte dell'editore. In quest'ultimo volume Glenn Lord, agente letterario di Howard, scrisse delle brevi introduzioni ad ogni storia:
In Italia è stato pubblicato per la prima volta nel settembre 1979 all'interno del secondo volume della collana Il Libro d'Oro della Fantascienza edita da Fanucci editore, traduzione ad opera di Roberta Rambelli.
Una nuova traduzione basata sui testi originali, privi di interventi editoriali, è stata proposta all'interno del libro Solomon Kane. La saga completa, edito da Il Palindromo, nell'ottobre 2024.

## Fumetti
| Data           | Edizione inglese                            | TItolo                | Titolo italiano        | Sceneggiatura | Disegni       | Colori          | Copertina     | Prima edizione italiana                   | Data italiana  |
| -------------- | ------------------------------------------- | --------------------- | ---------------------- | ------------- | ------------- | --------------- | ------------- | ----------------------------------------- | -------------- |
| Maggio 1975    | Kull and the Barbarians 2 (Marvel Comics)   | The Hills of the Dead | Le colline dei morti   | Roy Thomas    | Alan Weiss    | Bianco e nero   | Mike Whelan   | La Saga di Solomon Kane 1 (Panini Comics) | Ottobre 2017   |
| Settembre 1975 | Kull and the Barbarians 3 (Marvel Comics)   | Into the Silent City  | Nella città silenziosa | Roy Thomas    | Alan Weiss    | Bianco e nero   | Mike Whelan   | La Saga di Solomon Kane 1 (Panini Comics) | Ottobre 2017   |
| Maggio 1986    | The Sword of Solomon Kane 5 (Marvel Comics) | Hills Of The Dead     | Le colline dei morti   | Ralph Macchio | Jon Bogdanove | Ken Feduniewicz | Frank Cirocco | Conan il Barbaro 67 (Panini Comics)       | Settembre 1994 |

## Edizioni
- The Hills of the Dead, in Weird Tales Vol. 16 n. 2, Popular Fiction Publishing Company, agosto 1930.
- Le colline dei morti, traduzione di Roberta Rambelli, ne Il Libro d'Oro della Fantascienza 2, Fanucci Editore, settembre 1979.